# Karolewko (Bartoszyce)
Pour les articles homonymes, voir Karolewko.
Karolewko est un village polonais de la voïvodie de Varmie-Mazurie, dans le powiat de Bartoszyce.